# Clichy
Clichy, também conhecida localmente Clichy-la-Garenne, é uma comuna francesa na região administrativa da Ilha-de-França, no departamento de Hauts-de-Seine, sede de cantão, localizada a noroeste de Paris na sua primeira coroa. Estende-se por uma área de 3,08 km². Em 2010 a comuna tinha 62 743 habitantes (densidade: 20 371,1 hab./km²). É sede das empresas Fnac e Bic.

## Toponímia
Clipiacum em 652, Clippicum superius em 635, Clichy en l’Aunois, Clippiaco em 717, Clichiaci in Garenna (Clichy la Garenne).
A localidade é citada sob o nome de Clippiaco no cartulário geral de Paris (717), Clipiacum em uma doação de Luís o Gordo. Na Idade Média, o burgo era então chamado Clichiaci in Garenna (Clichy la Garenne) em um escrito de 1625 devido ao fato de que o lugar era popular pelas Caçadas reais (uma garenne ou viveiro de coelhos designando por origem um espaço reservado para algumas espécies de caça). Deve, contudo, ser cauteloso com este tipo de nome de lugar porque o termo "garenne" foi usado às vezes como sinônimo de "Varenne", que denota também um terreno baldio que é arável e lodoso..

## História
Alguns anos após ter habilmente negociado a paz entre a Nêustria (França Ocidental) e a Austrásia (França Oriental) em Colônia, o diplomata Saint Ouen se retira na villa real de Clichy, onde faleceu em 684. O palácio estava presumivelmente no montículo onde está localizada a igreja do Vieux-Saint-Ouen.
Em 717, Quilperico II doou à abadia de Saint-Denis a Floresta de Rouvray (o único vestígio desta floresta é o Bois de Boulogne) que se estendia de Neuilly-sur-Seine (hoje Saint-Cloud) a Saint-Denis (Seine-Saint-Denis).
A Guerra dos Cem Anos aporta sua sorte de combate, Joana d'Arc, durante o cerco de Paris em 1429, veio acampar em Monceau antes de atacar a Porte Saint-Honoré. Joana d'Arc reuniu seu exército na planície de Clichy para fora dos soldados ao som de "Mont-Joye-Saint-Denis" (grito de guerra dos exércitos feudais). Este episódio precede a conquista bem sucedida de Paris por Carlos VII em 1429.

## Demografia
| 1793  | 1800  | 1806  | 1821  | 1831  | 1836  | 1841  | 1846  | 1851  |
| ----- | ----- | ----- | ----- | ----- | ----- | ----- | ----- | ----- |
| 1 360 | 1 606 | 1 279 | 3 018 | 3 097 | 3 605 | 4 157 | 5 911 | 6 433 |

| 1856   | 1861   | 1866   | 1872   | 1876   | 1881   | 1886   | 1891   | 1896   |
| ------ | ------ | ------ | ------ | ------ | ------ | ------ | ------ | ------ |
| 12 270 | 17 473 | 13 666 | 14 599 | 17 354 | 24 320 | 26 741 | 30 698 | 33 895 |

| 1901   | 1906   | 1911   | 1921   | 1926   | 1931   | 1936   | 1946   | 1954   |
| ------ | ------ | ------ | ------ | ------ | ------ | ------ | ------ | ------ |
| 39 521 | 41 787 | 46 676 | 50 165 | 50 427 | 55 692 | 56 475 | 53 029 | 55 591 |

| 1962 | 1968   | 1975   | 1982   | 1990   | 1999   | - | - | - |
| --- | ------ | ------ | ------ | ------ | ------ | - | - | - |
| 56 316 | 52 477 | 47 764 | 46 895 | 48 030 | 50 179 | - | - | - |
| Para os censos de 1962 a 2006 a população legal corresponde à popolução sem duplicidades, segundo define o INSEE. |        |        |        |        |        |   |   |   |

## Geminação
Clichy é geminada com :
- Heidenheim an der Brenz (Alemanha) desde 1959
- Sankt Pölten (Áustria) desde 1969
- Santo Tirso (Portugal) desde 1990
- Southwark (Inglaterra) desde 2005

Além disso, a cidade de Clichy assinou contratos de parceria em 2000 com a comuna de Ouakam no Senegal e em 2008 com as comunas de Sidi Rahhal no Marrocos, Antsirabé no Madagascar, Saint-Louis no Senegal e Cabul no Afeganistão.